# Frederic Wilhelm, Mare Duce de Mecklenburg
Frederic Wilhelm, Mare Duce de Mecklenburg (17 octombrie 1819 – 30 mai 1904) a fost suveran german care a condus Marele Ducat de Mecklenburg-Strelitz din 1860 până la moartea sa.

## Biografie
S-a născut la Neustrelitz ca fiu al lui Marelui Duce Georg de Mecklenburg-Strelitz și a soției acestuia, Prințesa Marie de Hesse-Cassel. Și-a petrecut tinerețea la Neustrelitz și mai târziu a studiat istoria și jurisprudența la Bonn. După finalizarea studiilor, a călătorit în Italia și Elveția. A devenit doctor în drept civil la Universitatea Oxford.
Frederic Wilhelm a succedat ca Mare Duce la moartea tatălui său, la 6 septembrie 1860. În timpul domniei sale, Mecklenburg-Strelitz a devenit membru al Confederației Germane de Nord, apoi a Imperiului german. Frederic Wilhelm a fost un mare proprietar de terenuri, cu mai mult de jumătate din întregul Mare Ducat în proprietatea sa personală.
La 12 august 1862 Frederic Wilhelm a fost făcut Cavaler al Ordinului Jartierei de către regina Victoria a Regatului Unit.
A murit la Neustrelitz la 30 mai 1904 și a fost succedat de singurul său fiu, Adolf Friedrich al V-lea.

## Căsătorie și copii
Frederic Wilhelm s-a căsătorit la 28 iunie 1843 la Palatul Buckingham cu verișoara sa primară, Prințesa Augusta de Cambridge, o membră a Familiei Regale Britanice și nepoată a regelui George al III-lea. Cei doi au fost și verișori de gradul doi pe partea taților lor. Cuplul a avut doi fii:
- Friedrich Wilhelm, Prinț Ereditar de Mecklenburg-Strelitz (n./d. 13 ianuarie 1845, Londra).
- Ducele Adolf Friedrich de Mecklenburg-Strelitz (1848–1914); a succedat tatălui său ca Adolf Friedrich al V-lea, Mare Duce de Mecklenburg-Strelitz.

Friedrich Wilhelm și soția sa Augusta au celebrat nunta de diamant distribuind câte 25 de pfenigi din trezoreria publică tuturor cetățenilor marelui ducat.